# Ōkami Shōjo to Kuro Ōji
Ōkami Shōjo to Kuro Ōji (オオカミ少女と黒王子 lit. La chica lobo y el príncipe negro?), también conocido como Wolf Girl and Black Prince, es una serie de manga escrita e ilustrada por Ayuko Hatta. Éste ha dado origen a una serie de Anime de 12 episodios, un especial y un OVA. En el año 2013, la mangaka realizó un crossover junto con su colega Minami Mizuno.
El 28 de mayo de 2016 se estrenó en los cines japoneses una película de imagen real basada en la obra.

## Argumento
Erika Shinohara es una chica que comienza la preparatoria. Al no poder estar en la misma clase que su amiga San, decide mentir para poder hacer nuevas amigas y no estar sola. En su relato, involucra a Kyōya Sata, quien parece ser un muchacho amable y sincero. Él acepta formar parte de esta farsa con la condición que ella se convierta en su perro.

## Personajes
- Erika Shinohara (篠原エリカ Shinohara Erika?)

La protagonista principal de la serie. Erika dice mentiras acerca de tener un novio y toma una foto de un chico al azar para mostrar como prueba, pero resulta que él va a su escuela y es muy popular entre las chicas. Después de explicarle la situación, él está de acuerdo en fingir ser su novio bajo la condición de que ella sea su "perro mascota". Con el tiempo se enamora de él, a pesar de su actitud cruel hacia ella y desesperadamente trata de ganar su afecto. 
- Kyōya Sata (佐田 恭也 Sata Kyouya?)

Al principio, cuando Erika sugirió su idea de ser novios falsos, Kyoya está de acuerdo con una actitud de "príncipe azul". Kyoya es un chico amable y muy popular entre las chicas, es como el novio soñado. Conoce a Erika cuando esta le dice que finja ser su novio falso para poder encajar con sus nuevas amigas. Después de la declaración de Erika e intento de olvidarse de él, decide buscarla y decir lo que siente por ella.
- Ayumi "San-chan" Sanda (三田亜由美 Sanda Ayumi?)

También conocida como: San-chan. Una chica de pelo corto y única amiga de Erika que conoce todo sobre el tema del "novio falso". Ella es también la compañera de clase de Kyouya durante su primer año. También admitió que ella y Kyoya no tienen una relación cercana.
- Takeru Hibiya (日比谷健 Hibiya Takeru?)

El mejor amigo de Kyoya de la escuela media. Un hombre de sangre caliente con una personalidad sencilla y clara. Trata de ayudar a conseguir que Kyouya se enamore de Erika.
- Nozomi Kamiya (神谷望 Kamiya Nozomi?)

Es un tipo muy llamativo y pertenece al mismo año que Kyoya y Erika. Además, él es un "Playboy". Puede recordar fácilmente los nombres de la gente que acaba de conocer. Sobre todo de las chicas guapas. La primera vez que ve a Kyouya, Nozomi cree que es el mismo tipo de chico que el, incluso cuando se entera de que Kyoya y Erika están saliendo, trata de conseguir que Kyouya empiece a pensar como él; no es divertido estar solo con una chica. Sin embargo, Kyouya no se rinde y Nozomi pronto se da por vencido. También decidió que debía encontrar a alguien especial para él como Erika es para Kyouya.
- Yū Kusakabe (日下部 憂 Kusakabe Yuu?)

Un marginado y tímido chico, considerado como "cobarde " por Kyouya. Erika se convierte en amigo suyo después de descubrir que bajo su exterior tranquilo es una persona seria y de buen corazón. Comenzó a desarrollar sentimientos por Erika, pero no le gusta la forma en que trata Kyoya a Erika. Cuando Erika confiesa que todavía le gusta Kyouya, él amablemente lo acepta y advierte Kyouya de no hacer daño a ella de nuevo. Él termina saliendo con Edano. 
- Marin Tachibana (立花 マリン Tachibana Marin?)

Amiga de Erika y compañeras de clase. Brillante, alegre, pero a veces junto con Aki le gastan bromas a Erika. El caramelo es su favorito, también comen en el aula. Tiene un novio llamado Atsumu. 
- Aki Tezuka (手塚 愛姫 Tezuka Aki?)

Amiga de Erika y compañeras de clase. Ella tiene un novio que es mayor que ella, él se llama Hajime, a él le gustan las mujeres adultas y la trata como tal. Tiene varias citas con su novio, de vacaciones en Okinawa y en hotel Akasaka, el tiene coche y suele recojerla cuando llueve. El día de San Valentin se dio a entender que es muy rica.
- Yoshito Kimura (木村良人 Kimura Ryouta?)

Un chico en el mismo año que Erika. Él intenta enamorar a Erika para vengarse de Kyoya, ya que el corto con la novia, cuando esta se hizo ilusiones con Kyoya.
- Reika Sata (佐田 怜香 Sata Reika?)

Ella es la hermana mayor de Kyoya, además tiene la misma personalidad que él. Es muy atractiva, como su hermano, y atrae a muchos hombres. Le encanta puntuar y calificar las cosas. Y al contrario que su hermano le encanta el dulce.
- Hitomi Sata (佐田 瞳 Sata Hitomi?)

Es la madre de Kyoya y Reika. Es una mujer muy tranquila y muy guapa, al contrario que sus hijos es muy dulce y encantadora. Ella se echa la culpa de que su hijo se haya encerrado en sí mismo y no sea honesto con la gente. Al final, gracias a la ayuda de Erika, se reconcilian.

## Contenido de la Obra

### Manga
Está siendo publicado en la revista Bessatsu Margaret de la editorial Shūeisha. La publicación culminará el 13 de mayo de 2016, mientras que el 16º tomo recopilatorio será publicado el 25 del mismo mes.
La editorial Kurokawa está publicando la obra en Francia. Ever Glory Publishing Co., Ltd está licenciada para su distribución en Taiwán.

#### Publicaciones
| Volumen | Fecha de publicación en Japón | ISBN                   | Fecha de publicación en Francia | ISBN                   |
| ------- | ----------------------------- | ---------------------- | ------------------------------- | ---------------------- |
| 01      | 25 de octubre de 2011         | ISBN 978-4-08-846715-3 | 13 de marzo de 2014             | ISBN 978-2-351-42943-3 |
| 02      | 25 de enero de 2012           | ISBN 978-4-08-846742-9 | 10 de abril de 2014             | ISBN 978-2-351-42944-0 |
| 03      | 25 de abril de 2012           | ISBN 978-4-08-846768-9 | 3 de julio de 2014              | ISBN 978-2-351-42945-7 |
| 04      | 24 de agosto de 2012          | ISBN 978-4-08-846819-8 | 9 de octubre de 2014            | ISBN 978-2-351-42946-4 |
| 05      | 25 de diciembre de 2012       | ISBN 978-4-08-846870-9 | 8 de enero de 2015              | ISBN 978-2-368-52126-7 |
| 06      | 24 de mayo de 2013            | ISBN 978-4-08-845046-9 | 9 de abril de 2015              | ISBN 978-2-368-52151-9 |
| 07      | 25 de septiembre de 2013      | ISBN 978-4-08-845101-5 | 2 de julio de 2015              | ISBN 978-2-368-52152-6 |
| 08      | 25 de diciembre de 2013       | ISBN 978-4-08-845145-9 | 8 de octubre de 2015            | ISBN 978-2-368-52153-3 |
| 09      | 11 de abril de 2014           | ISBN 978-4-08-845190-9 | 14 de enero de 2016             | ISBN 978-2-368-52219-6 |
| 10      | 25 de septiembre de 2014      | ISBN 978-4-08-845266-1 | 24 de abril de 2016             | ISBN 978-2-368-52241-7 |
| 11      | 25 de noviembre de 2014       | ISBN 978-4-08-845301-9 | 7 de julio de 2016              | ISBN 978-2-368-52242-4 |
| 12      | 24 de abril de 2015           | ISBN 978-4-08-845381-1 | 8 de septiembre de 2016         | ISBN 978-2-368-52243-1 |
| 13      | 25 de agosto de 2015          | ISBN 978-4-08-845431-3 | 8 de diciembre de 2016          | ISBN 978-2-36-852418-3 |
| 14      | 25 de noviembre de 2015       | ISBN 978-4-08-845483-2 | 9 de marzo de 2017              | ISBN 978-2-36-852486-2 |
| 15      | 25 de abril de 2016           | ISBN 978-4-08-845540-2 | 8 de junio de 2017              | ISBN 978-2-36-852487-9 |
| 16      | 25 de mayo de 2016            | ISBN 978-4-08-845577-8 | 14 de septiembre de 2016        | ISBN 978-2-36-852488-6 |

#### One-Shots
Junto con algunos volúmenes del manga aparecen las historias paralelas:
- Volumen 2: Junketsu Lullaby (純潔ララバイ)
- Volumen 3: Pierrot ja Nee yo (ピエロじゃねえよ)
- Volumen 8: Kamatte-chan de Gomenasai!! (かまってちゃんでごめんなさい!!)
- Volume 11: Kimi wo Suki ni Natta Riyū (君を好きになった理由)

### Nijikuro Gakuen no Nijichō: Seikatsu Shidō-hen
Nijikuro Gakuen no Nijichō (虹黒学園の日常 ～生活指導編～ lit. Escuela Nijikuro de Orientación?) es un one-shot escrito en conjunto por Ayuko Hatta y Minami Mizuno, donde cruzan las historias de Ōkami Shōjo to Kuro Ōji y Nijiiro Days. En este crossover Kyōya Sata debe ser el guía en su escuela para un extraño grupo de chicos.

### Anime
La serie de Anime ha sido adaptada por el estudio TYO Animations. La misma constó de 12 episodios.
La serie ha sido licenciada por Madman Entertainment (Australia y Nueva Zelanda) y Sentai Filmworks (Estados Unidos), y distribuida por Yamato Video (Italia) y Kazé Germany (Alemania). Ha sido transmitida por los canales J-One (Francia) y Man-Ga (Italia) y, a través de Intenet, por los sitios de Crunchyroll y Anime Digital Network. Por último, en Italia, el doblaje de la serie se realizó bajo la dirección de Stefano Cutaia.

#### Equipo de Producción
- Director: Kenichi Kasai
- Guionistas: Ayumi Sekine (eps 5, 10), Junko Komura (eps 2, 6, 8-9) y Sawako Hirabayashi (6 episodios)
- Música: specialthanks
- Diseño de personajes: Maki Fujioka
- Director de Arte: Hisaharu Iijima
- Directores de Animación: Maki Fujioka y Takahiro Yasuda
- Diseño de Arte: Yoshikatsu Matsumoto
- Director de Sonido: Satoshi Motoyama
- Director de Fotografía: Shinya Katō
- Productores: Akinori Omata, Fumihiko Kimura, Hiroyuki Okino, Shuichi Kitada, Shunsuke Nara y Yūji Kikukawa

#### Episodios
| #  | Título | Fecha de Emisión Japón  |
| -- | --- | ----------------------- |
|    | |                         |
| 1  | «Atrapada en su Propia Trampa - Mentirosa -» «Jijō jibaku -Liar-» (自縄自縛 -Liar-)                             | 5 de octubre de 2014    |
| 2  | «Un Acto Impulsivo y Ciego - Primer Amor -» «Keikyo mōdō -First love-» (軽挙妄動 -First love-)                  | 12 de octubre de 2014   |
| 3  | «Una Gota Precipitada - Caída -» «Kyūten chokka -Fall in-» (急転直下 -Fall in-)                                 | 19 de octubre de 2014   |
| 4  | «Angustia Diaria - Ataque de Amor -» «Hibi monmon -Love attack-» (日々悶々-Love attack-)                        | 26 de octubre de 2014   |
| 5  | «Una Defensa Impregnable - Navidad -» «Nankō furaku -Christmas eve-» (難攻不落 -Christmas eve-)                 | 2 de noviembre de 2014  |
| 6  | «Preparándose para la Batalla - San Valentín -» «Rinsen taisei -Valentine day-» (臨戦態勢 -Valentine day-)      | 9 de noviembre de 2014  |
| 7  | «Amor Mutuo - Día Blanco -» «Rakka ryūsui -White day-» (落花流水 -White day-)                                   | 16 de noviembre de 2014 |
| 8  | «Contradecirse a uno Mismo - Tormenta de Primavera -» «Niritsu haihan -Spring storm-» (二律背反 -Spring storm-) | 23 de noviembre de 2014 |
| 9  | «Palabras Dulces - Despertarse -» «Shuren tekuda -Wake up-» (手練手管 -Wake up-)                                | 30 de noviembre de 2014 |
| 10 | «Feliz Cumpleaños - Esfuerzo en Vano -» «Tō bō-da-sei -Happy birthday-» (掉棒打星 -Happy birthday-)             | 7 de diciembre de 2014  |
| 11 | «Situación Crítica - Juicio -» «Isshoku sokuhatsu -Judgement-» (一触即発 -Judgement-)                           | 14 de diciembre de 2014 |
| 12 | «Sentimiento Oprimido - Te Quiero -» «Ai oyobi-ya karasu -I love you-» (愛及屋烏 -I love you-)                  | 21 de diciembre de 2014 |

#### Reparto
| Personaje              | Seiyū Original (Japón) | Actor de Voz (Italia) |
| ---------------------- | ---------------------- | --------------------- |
| Erika Shinohara        | Kanae Itō              | Jessica Grossule      |
| Kyōya Sata             | Takahiro Sakurai       | Stefano Zanelli       |
| Ayumi "San-chan" Sanda | Ai Kayano              | Eleonora Armaroli     |
| Takeru Hibiya          | Yoshimasa Hosoya       |                       |
| Nozomi Kamiya          | Yoshitsugu Matsuoka    |                       |
| Yū Kusakabe            | Ayumu Murase           |                       |
| Marin Tachibana        | Mariya Ise             | Francesca Grisenti    |
| Aki Tezuka             | Mikako Komatsu         | Sara Prendin          |
| Ryōta Kimura           | Nobunaga Shimazaki     |                       |
| Reika Sata             | Mai Nakahara           |                       |
| Hitomi Sata            | Aya Hisakawa           |                       |

#### Banda sonora
- Opening: LOVE GOOD TIME por SpecialThanks.
- Ending: Ōkami Heart" (オオカミハート|Corazón de Lobo) por Oresama.

### Especial
Al finalizar la serie, el estudio TYO Animations sacó un especial de TV en el que se resumen los doce capítulos del anime. Este especial se conoce como Ōkami Shōjo to Kuro Ōji Sōshūhen (オオカミ少女と黒王子 総集編?) o Wolf Girl and Black Prince Recap y fue estrenado el 28 de diciembre de 2014. Mantuvo el mismo opening y ending.

### OVA
Ōkami Shōjo to Kuro Ōji OVA (オオカミ少女と黒王子ＯＡＤ?) es el nombre de la animación original lanzada el 24 de abril de 2015 junto con el 12° volumen del manga. El OVA consta de un único capítulo que trata acerca del cumpleaños de Kyōya. Al igual que en el especial, tanto el opening como el ending son los mismos que los de la serie de anime. Además, mantuvo el mismo elenco.

### Película de acción real
En el mes de mayo de 2016, y bajo la dirección de Ryūichi Hiroki, saldrá una película de imagen real acerca de la obra. Se estima que la filmación será entre diciembre de 2015 y enero de 2016.

#### Reparto
| Actor           | Personaje       |
| --------------- | --------------- |
| Fumi Nikaidō    | Erika Shinohara |
| Kento Yamazaki  | Kyōya Sata      |
| Nobuyuki Suzuki | Nozomi Kamiya   |
| Mugi Kadowaki   | Ayumi Sanda     |
| Elaiza Ikeda    | Aki Tezuka      |
| Ryusei Yokohama | Takeru Hibiya   |
| Tina Tamashiro  | Marin Tachibana |
| Ryō Yoshizawa   | Yū Kusakabe     |
| Nanao           | Reika Sata      |
| Riria Kojima    | Namie           |
| Rena Takeda     | Mayu            |
| Ikumi Hisamatsu | Miho            |